# 永興島空港
永興島空港（えいこうとうくうこう、中国語: 永兴岛机场）は、西沙諸島で中華人民共和国が実効支配するウッディー島に位置する軍民共用空港である。ウッディー島空港、三沙永興空港とも呼ばれる。

## 設備
島から突き出すような形で3,000メートル (9,800 ft)の滑走路が整備されており、H-6K戦略爆撃機の運用も可能である。
また、戦闘機を収容できる複数の格納庫（ハンガー）やレーダー設備、燃料タンクが存在しており、中国人民解放軍空軍が軍用機を展開するための前線基地として使用可能である。
民間機用の国内線ターミナルも建設されている。

## 就航航空会社と就航都市
2016年12月22日から海南航空による公用チャーター便が1日1往復就航しており、駐留する兵士・公務員・その家族が利用できる。
| 航空会社 | 就航地                   |
| -------- | ------------------------ |
| 海南航空 | 海口（公用チャーター便） |

## 人民解放軍の展開と活動
永興島空港は1990年に中国軍機の戦闘行動半径を拡大するために拡大された。2012年にはさらなる埋め立てが開始され、2014年に完了した。永興島空港を離陸した戦闘機による軍事演習の様子が2017年12月に中国中央電視台（CCTV）によって報じられている。
また、衛星画像などから、以下の装備の展開が過去に確認されている。
- HQ-9地対空ミサイル（2016年）
- YJ-62対艦ミサイル（2016年）
- Z-8ヘリコプター（2016年4月）
- BZK-005無人機（2016年4月）
- J-11（2016年4月、2017年3月、11月など）
- Y-8特殊任務機（2017年11月15日）
- H-6K戦略爆撃機（2018年）